# Disegnaǃ - Kakukaku shikajika
Disegna! - Kakukaku shikajika (かくかくしかじか? lett. "Questo e quello") è un manga josei scritto e disegnato da Akiko Higashimura. La pubblicazione è iniziata il 28 novembre 2011 sulla rivista Cocohana  e conclusasi il 28 gennaio 2015, per un totale di cinque volumi.In Italia il manga è stato annunciato il 1 novembre 2017 da parte di J-Pop a Lucca Comics & Games, e la pubblicazione è iniziata il 4 aprile 2018.

## Trama
Manga autobiografico dell'autrice (vero nome Akiko Hayashi) che descrive la sua vita e il suo percorso per realizzare il sogno di diventare una mangaka.
Dalle superiori e il corso d'arte seguito nel tempo libero all'università di belle arti di Kanazawa e i suoi primi amori, dai tentativi di venire pubblicata su una rivista ai vari lavori fatti per mantenersi, dall'inizio della sua carriera fino ad oggi, autrice di successo, divorziata e che vive con suo figlio.
A legare tutti gli eventi è soprattutto il suo rapporto speciale con Kenzou Hidaka, il severo mentore d'arte del corso d'arte, persona detta da lei fondamentale per formarla e diventare l'autrice di manga che è oggi.

## Manga
L'opera ha vinto l'ottavo Manga Taishō e il Gran Premio del diciannovesimo Japan Media Arts Festival.
Ha anche ottenuto il quinto posto nel sondaggio "top 20 manga per lettori femminili" di Kono manga ga sugoi! nel 2013 e 2015 e il settimo posto nel 2015 e il quarto posto del Gran Premio di Comic Natalie nel 2013.
| Nº | Titolo italiano Giapponese 「Kanji」 - Rōmaji          | Data di prima pubblicazione            | Data di prima pubblicazione |
| Nº | Titolo italiano Giapponese 「Kanji」 - Rōmaji          | Giapponese                             |                             |
| 1  | Disegnaǃ - Kakukaku shikajika 1 「かくかくしかじか 1」 | 25 luglio 2012 ISBN 978-4-08-782457-5  |                             |
| 2  | Disegnaǃ - Kakukaku shikajika 2 「かくかくしかじか 2」 | 24 maggio 2013 ISBN 978-4-08-782653-1  |                             |
| 3  | Disegnaǃ - Kakukaku shikajika 3 「かくかくしかじか 3」 | 24 gennaio 2014 ISBN 978-4-08-782746-0 |                             |
| 4  | Disegnaǃ - Kakukaku shikajika 4 「かくかくしかじか 4」 | 25 luglio 2014 ISBN 978-4-08-782797-2  |                             |
| 5  | Disegnaǃ - Kakukaku shikajika 5 「かくかくしかじか 5」 | 25 marzo 2015 ISBN 978-4-08-792004-8   |                             |